# Sveti Anton (Malinska-Dubašnica)
Pour les articles homonymes, voir Sveti Anton.
Sveti Anton est une localité de Croatie située sur l'île de Krk et dans la municipalité de Malinska-Dubašnica, comitat de Primorje-Gorski Kotar. En 2001, la localité comptait 121 habitants.

## Démographie
| 1948 | 1953 | 1961 | 1971 | 1981 | 1991 | 2001 |
| ---- | ---- | ---- | ---- | ---- | ---- | ---- |
| 142  | 134  | 119  | 88   | 102  | 100  | 121  |